# Heinrich Loos
Heinrich Loos (* 22. März 1886 in Kassel; † 17. Juli 1942 in Marburg) war ein deutscher Schlosser und Politiker (USPD).
Loos war der Sohn des Schlossers Wilhelm Loos (* 1863) und dessen Ehefrau Elise, geborene Montag (* 1865). Er heiratete am 27. Oktober 1906 in Kassel Ernestine Bechtel (1883–1938). Die Ehe wurde am 23. März 1920 geschieden. Loos war Schlosser bei den Continentalwerken in Korbach. 1922 bis zum 1. August 1923 war er für die USPD Abgeordneter in der Waldecker Landesvertretung. Sein Nachrücker im Landtag war Paul Arndt.